# Spiraea rosthornii
Spiraea rosthornii är en rosväxtart som beskrevs av Ernst Georg Pritzel. Spiraea rosthornii ingår i släktet spireor, och familjen rosväxter. Inga underarter finns listade i Catalogue of Life.

## Bildgalleri

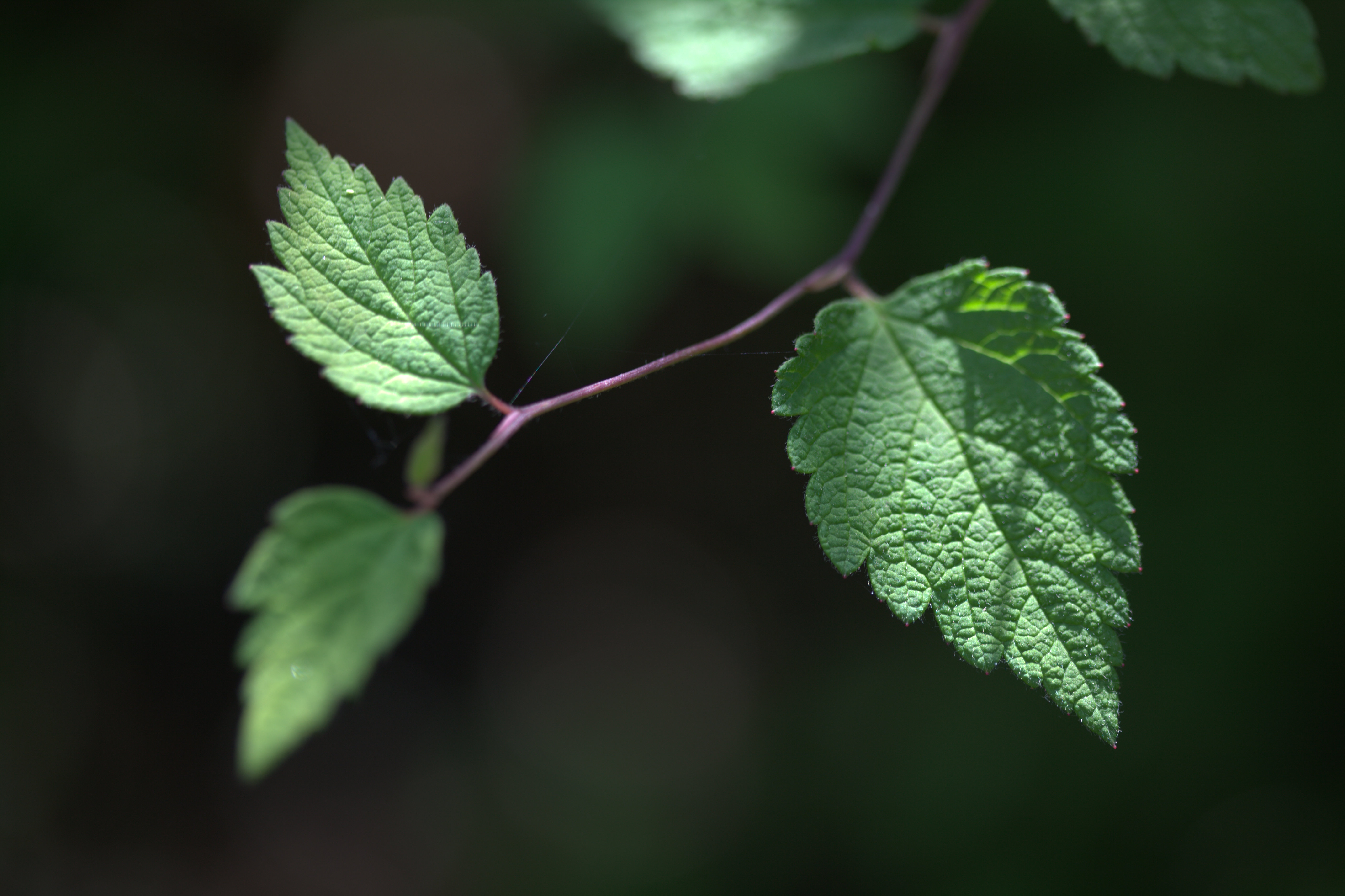
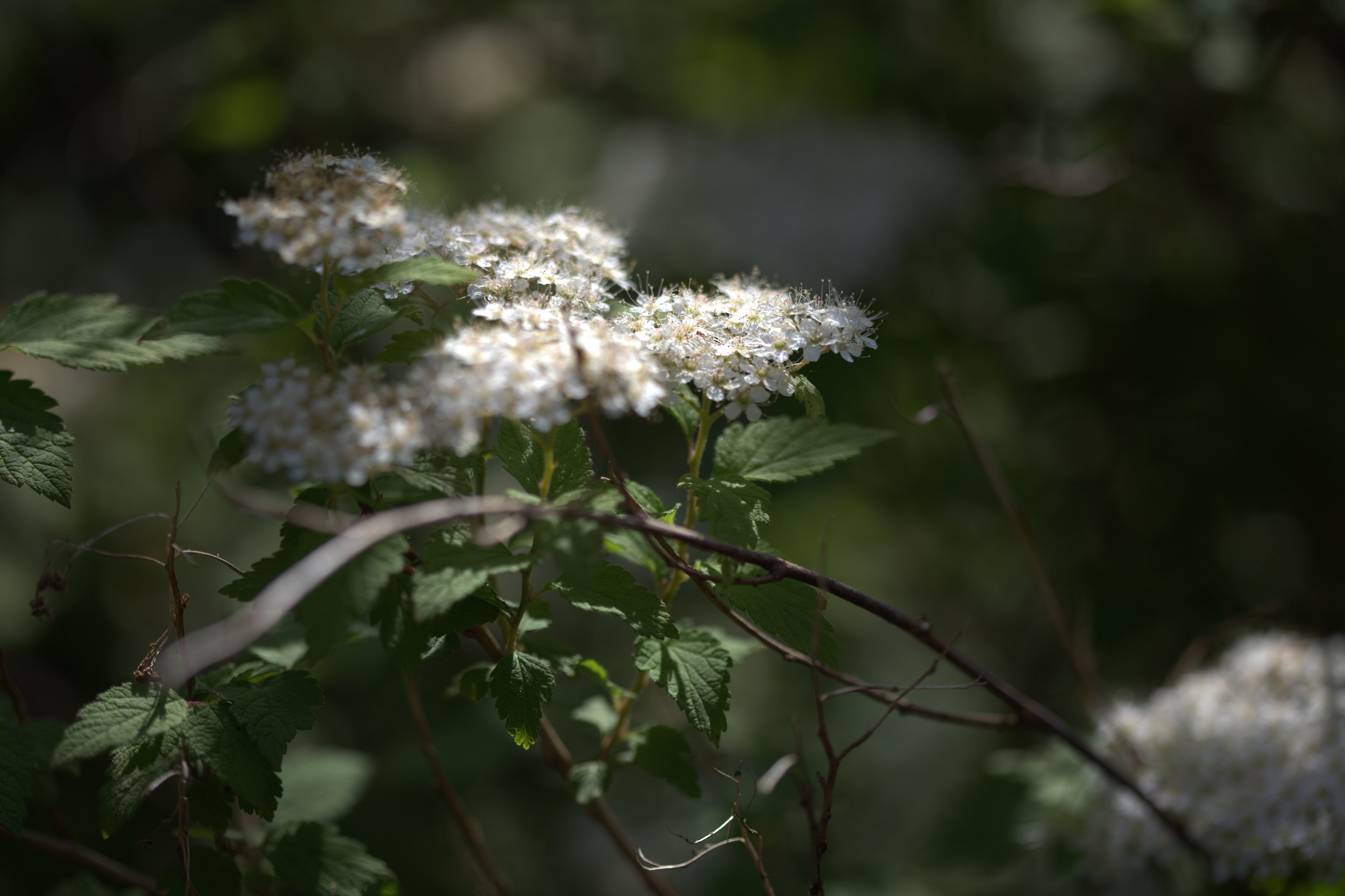
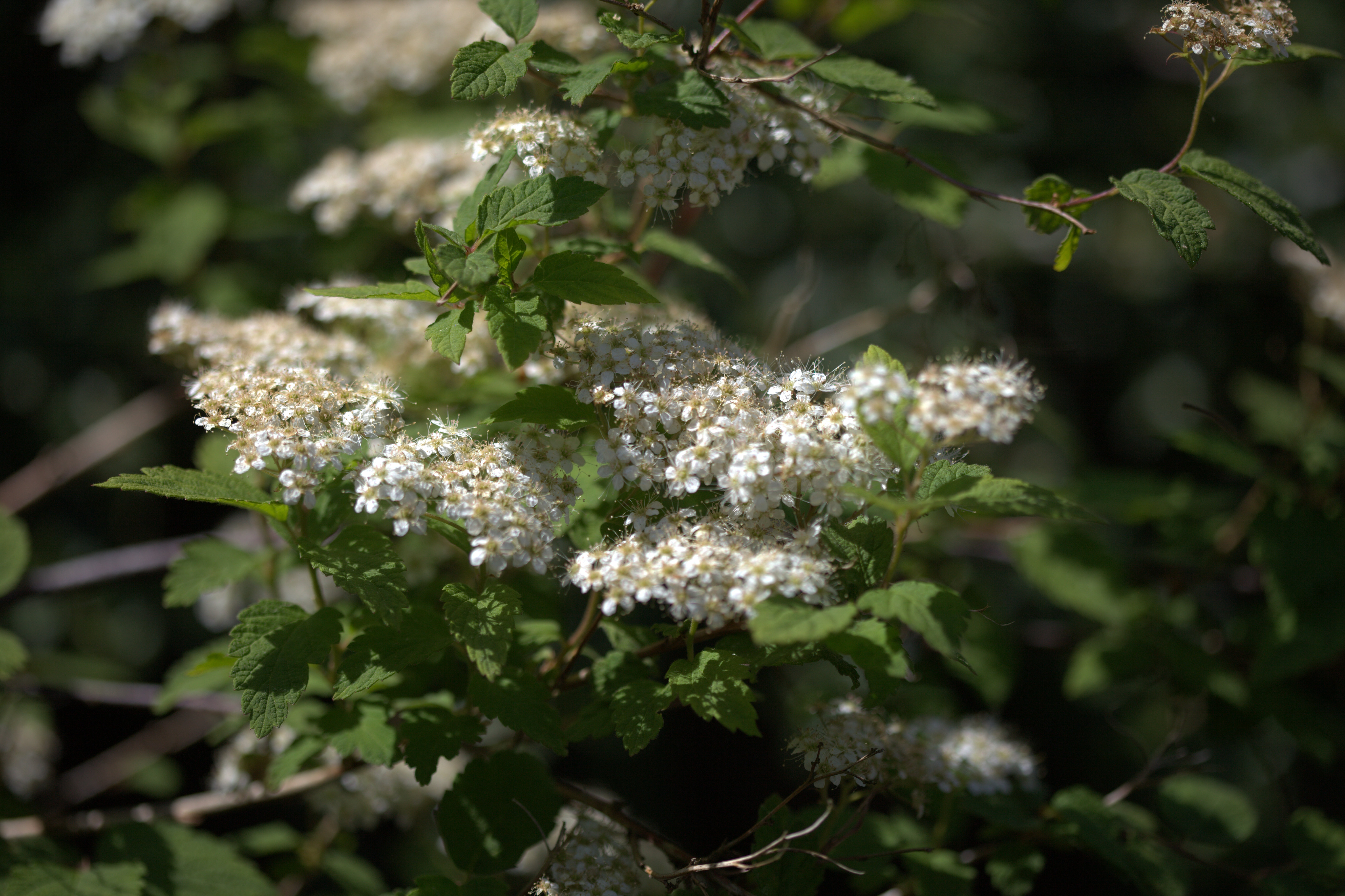
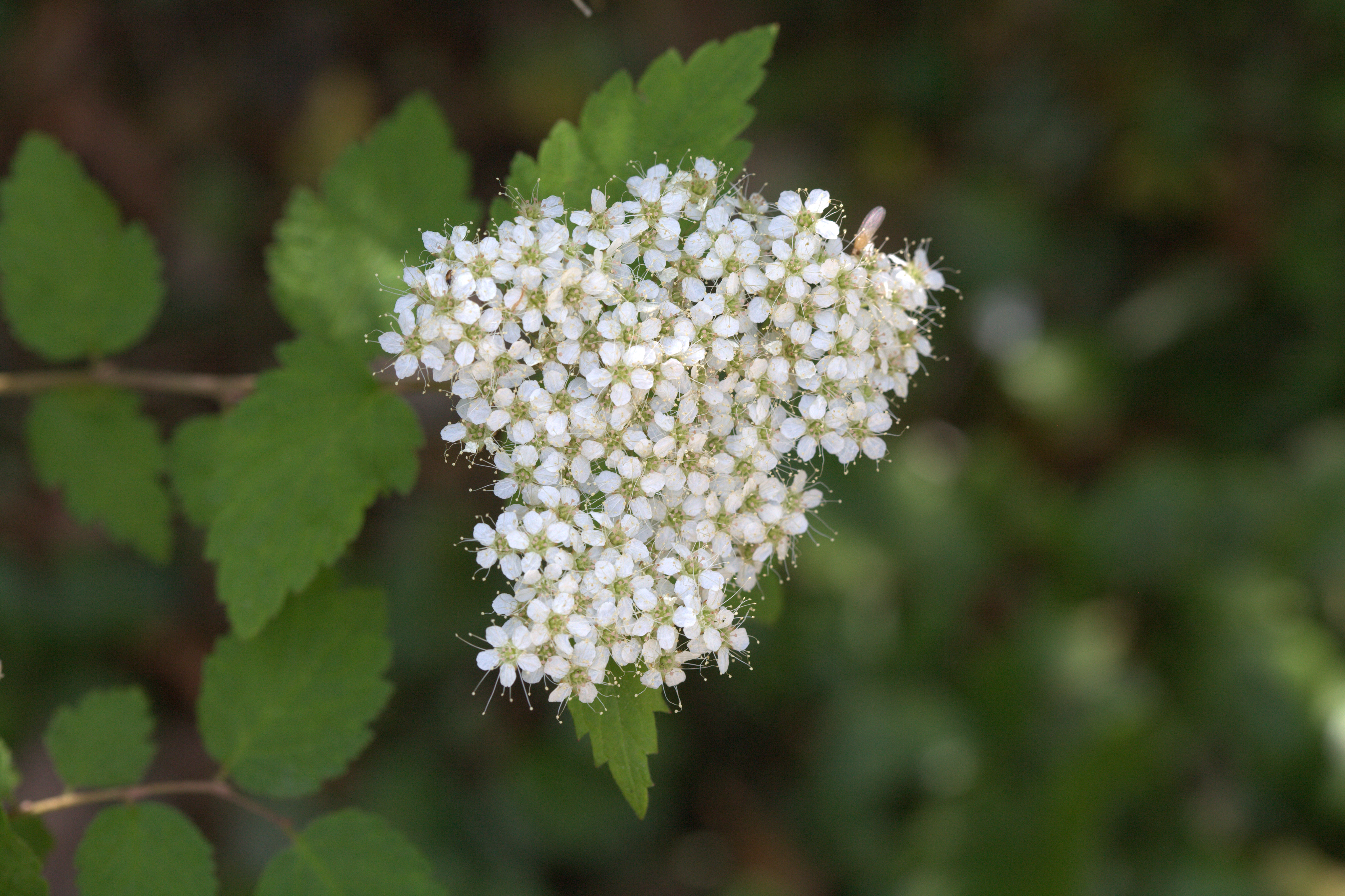
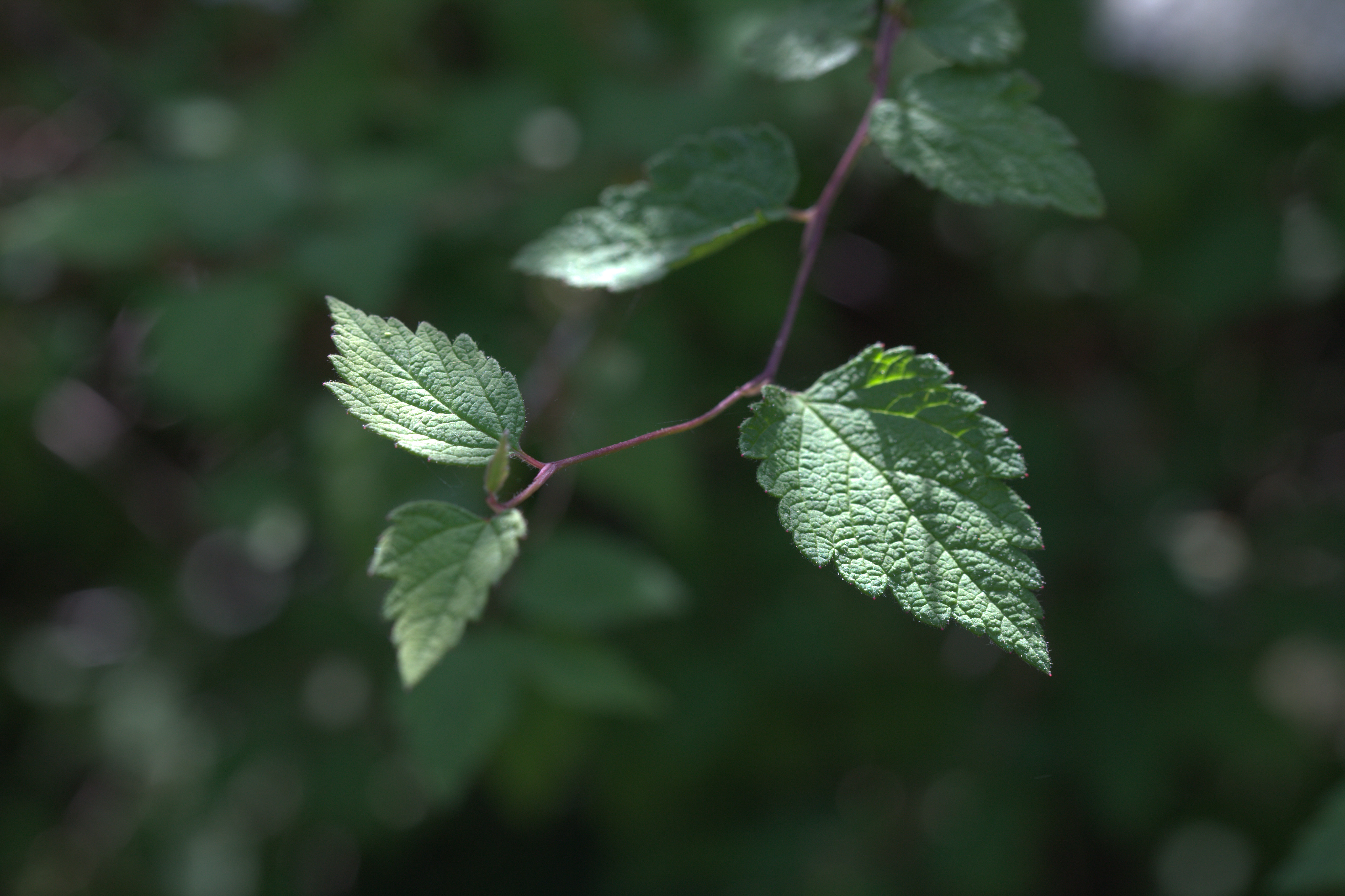